# Wereldkampioenschappen boogschieten 1938
De wereldkampioenschappen boogschieten 1938 waren door de Fédération Internationale de Tir à l'Arc (FITA) georganiseerde kampioenschappen voor boogschutters. De 8e editie van de wereldkampioenschappen vond plaats in de Britse hoofdstad Londen van 8 tot en met 13 augustus 1938.

## Medailles

### Recurve
| Onderdeel             | Goud | Goud                                              | Zilver | Zilver                                          | Brons | Brons                                              |
| --------------------- | ---- | ------------------------------------------------- | ------ | ----------------------------------------------- | ----- | -------------------------------------------------- |
| Mannen (individueel)  | TCH  | František Hadaš                                   | POL    | Feliks Majewski                                 | GBR   | C. Smith                                           |
| Mannen (team)         | TCH  | Bedrich Dolezal František Hadaš Jaroslav Leneček  | POL    | Kazimierz Filip Feliks Majewski Prugar Wojewski | FRA   | Roger Béday Pierre Felbacq Obert Gaston Questemann |
| Vrouwen (individueel) | GBR  | Nora Weston-Martyr                                | GBR    | Louise Nettleton                                | POL   | Janina Kurkowska                                   |
| Vrouwen (team)        | POL  | Ludmiła Dubajowa Janina Kurkowska Irena Skorupska | GBR    | Linder Louise Nettleton Luisa Sandford          | SWE   | Lisa Heilborn Hillborn Tina Kjellson Julia Stranne |

### Medaillespiegel
| Plaats | Land                | Goud | Zilver | Brons | Totaal |
| 1      | Tsjecho-Slowakije   | 2    | 0      | 0     | 2      |
| 2      | Polen               | 1    | 2      | 1     | 4      |
| 2      | Verenigd Koninkrijk | 1    | 2      | 1     | 4      |
| 4      | Frankrijk           | 0    | 0      | 1     | 1      |
| 4      | Zweden              | 0    | 0      | 1     | 1      |
| Totaal | Totaal              | 4    | 4      | 4     | 12     |